# Theloderma corticale
Theloderma corticale – gatunek płaza bezogonowego z rodziny nogolotkowatych (Rhacophoridae). Występuje w północnym i środkowym Wietnamie, w południowych Chinach i środkowo-wschodnim Laosie.

## Opis

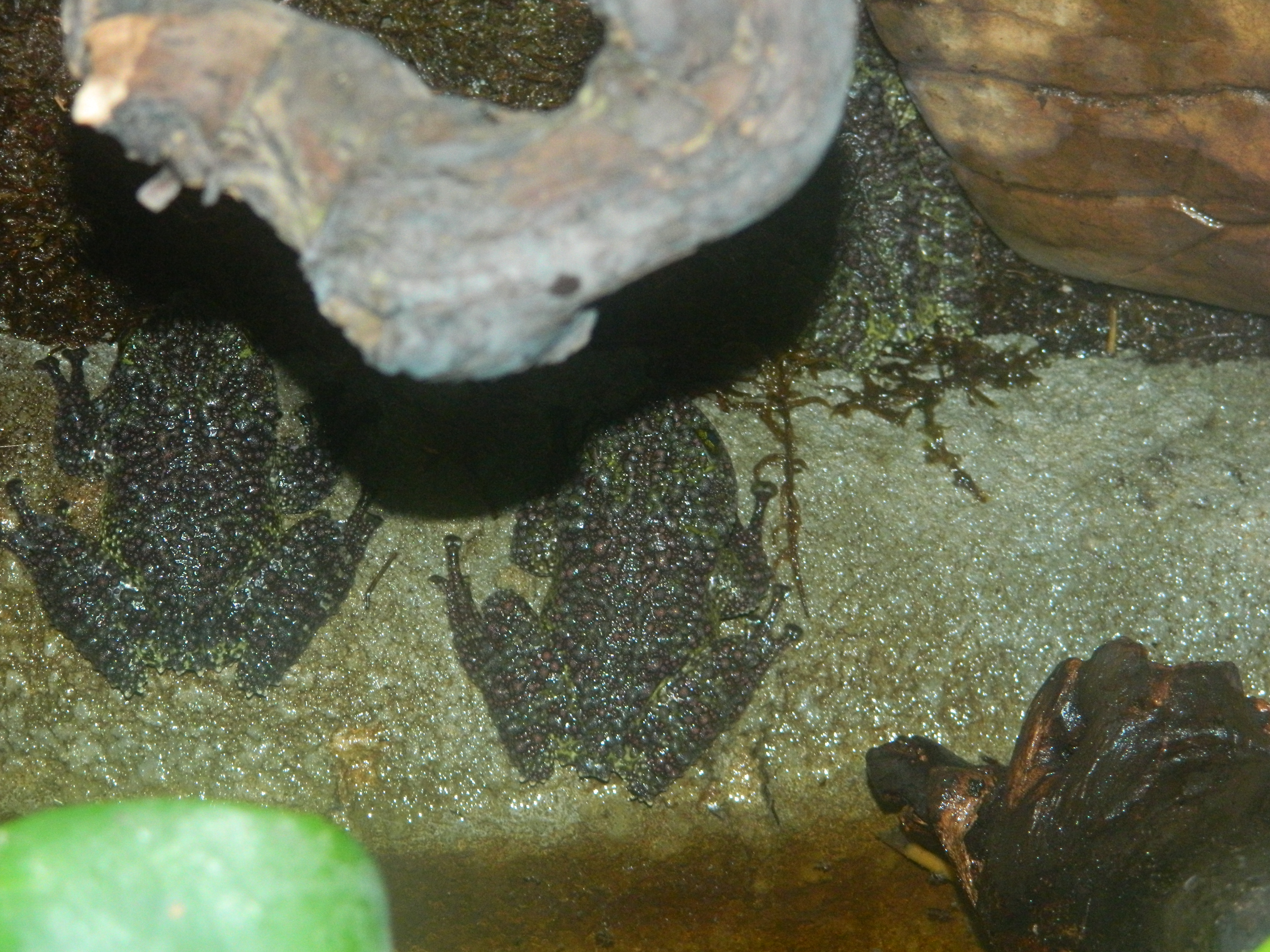
Kamuflaż na kamiennej ścianie, trzy osobniki T. corticale

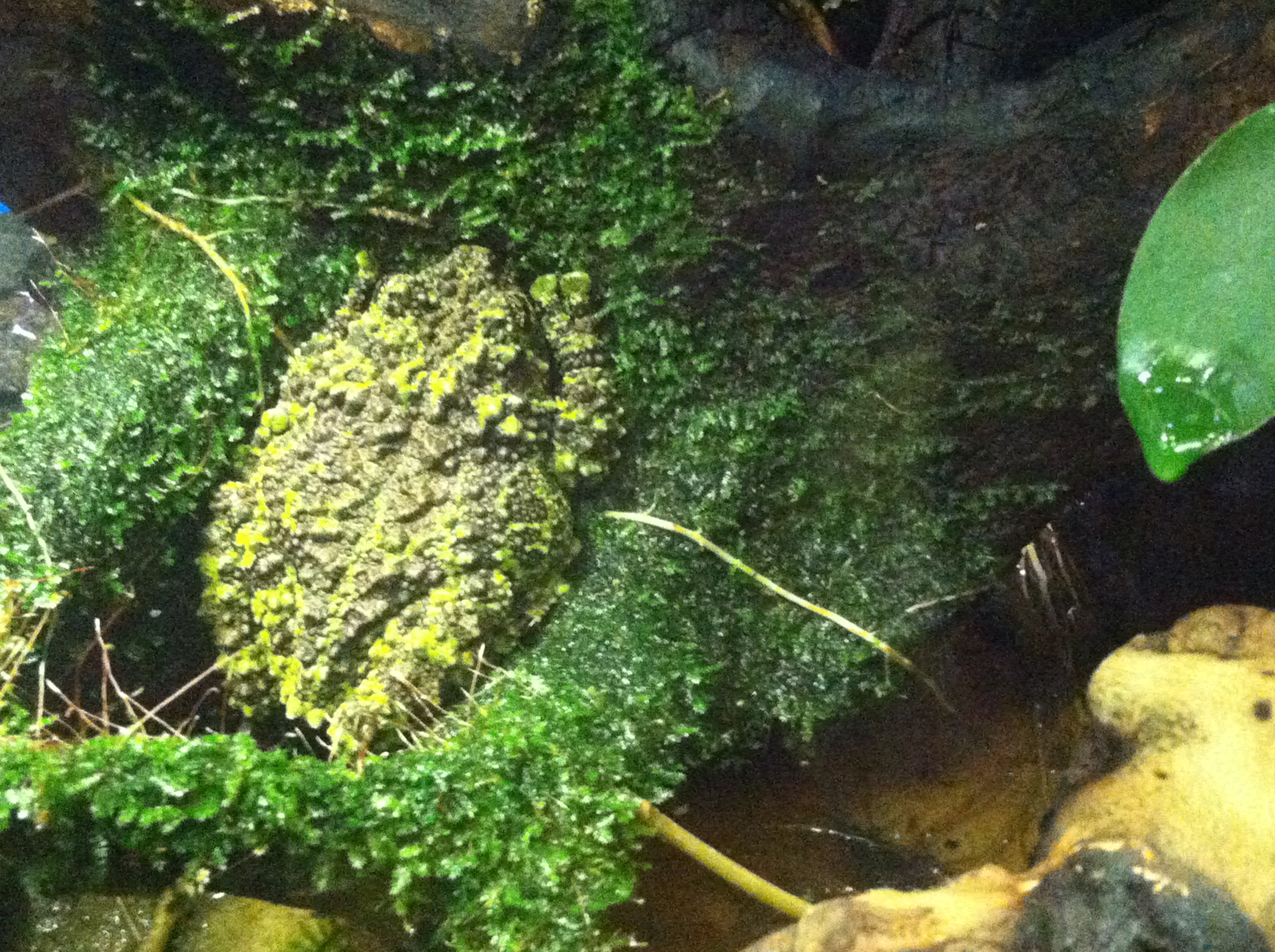
Przykład techniki kamuflażu

Osiąga 8–9 cm długości. Skóra zwierzęcia jest zielona z licznymi czarnymi plamami, z wieloma guzkami. Wyglądem przypomina mech, co stanowi skuteczny kamuflaż. Podobna do T. bicolor. W sytuacji zagrożenia udaje martwą.

## Środowisko
Lasy deszczowe są środowiskiem naturalnym tego płaza. Na obszarze swojego występowania jest gatunkiem dość powszechnym. W Wietnamie widywany na wysokości od 470 do 1500 m n.p.m. Jego siedliska związane są ze stromymi ścianami skalnymi. Sezon rozrodczy trwa od marca do grudnia. Jaja składa do wypełnionych wodą skalnych szczelin lub w dziuplach drzew. Kijanki, o jednolitym kolorystycznie, ciemnoszarym do czarnego ciele, pozostają tam do czasu pełnego przeobrażenia, które trwa około trzech miesięcy.

## Ochrona i zagrożenia
Od 2017 (stan 2018) IUCN uznaje T. corticale za gatunek najmniejszej troski (LC) na podstawie oceny z 2015. Wcześniej od 2004 ze względu na nieokreślony stopień zagrożenia zaliczany był do kategorii DD (ang. data deficient). Niewiele wiadomo na temat wielkości populacji tego płaza, jej trend natomiast ocenia się jako malejący. W latach 90. XX wieku w północnym Wietnamie gatunek uważano za liczny.
Ze względu na charakterystyczne, atrakcyjne wizualnie ubarwienie ma znaczenie w międzynarodowym handlu zwierzętami. Przegląd sieci internetowej z grudnia 2015 ujawnił wiele portali oferujących tego płaza na sprzedaż, za cenę 60–120 USD. Gatunek obecny także w ogrodach zoologicznych.
Płaz znany z obszarów chronionych, m.in. z parków narodowych Tam Đảo i Phong Nha-Kẻ Bàng. Istnieje wiele innych obszarów chronionych, tylko w części położonych w zasięgu występowania T. corticale, lecz jest wysoce prawdopodobne, że i w tych nogolotka ta jest obecna.
Jednym z głównych zagrożeń dla tego gatunku, jak i dla całej bioróżnorodności w rejonie Azji Południowo-Wschodniej, jest gwałtowny rozwój rolnictwa, a tym samym intensywna deforestacja. Powoduje to utratę cennych dla niego siedlisk. Dotyczy to głównie terenów nizinnych. Strome, skaliste stoki upodobane przez te płazy zapewniają im ochronę. T. corticale zbierane są również masowo, by odpowiedzieć na zapotrzebowanie w handlu międzynarodowym. Pomimo udanych prób hodowli, chwytanie dzikich okazów jest w dalszym ciągu bardzo częstym zjawiskiem.